# Подбєл
Подбєл (словац. Podbiel) — село, громада округу Тврдошін, Жилінський край. Кадастрова площа громади — 19.29 км².
Населення 1286 осіб (станом на 31 грудня 2018 року).

## Історія
Подбєл згадується 1564 року.

## Географія
Протікає Подбельський Цицков

## Населення
| Рік:            | 1994. | 2004.   | 2014.   | 2024.   |
| --------------- | ----- | ------- | ------- | ------- |
| Кількість осіб: | 1177  | 1258    | 1277    | 1338    |
| Різниця:        |       | +6,88 % | +1,51 % | +4,77 % |

| Рік:            | 2023. | 2024.   |
| --------------- | ----- | ------- |
| Кількість осіб: | 1329  | 1338    |
| Різниця:        |       | +0,67 % |